# جيفري روي
جيفري روي (بالإنجليزية: Jeffrey Roy)‏ هو سياسي أمريكي، ولد في 8 سبتمبر 1961 في ميلفورد في الولايات المتحدة. حزبياً، نشط في الحزب الديمقراطي. وقد انتخب عضو مجلس نواب ماساتشوستس.